# يب فوستر
يب فوستر هو لاعب هوكي الجليد كندي، ولد في 25 نوفمبر 1907 في جيلف في كندا، وتوفي في 4 يونيو 1978.

## وصلات خارجية
- يب فوستر على موقع دوري الهوكي الوطني (الإنجليزية)
- يب فوستر على موقع قاعة مشاهير الهوكي (لاعب أن.إتش.أل) (الإنجليزية)
- يب فوستر على موقع EliteProspects.com (الإنجليزية)
- يب فوستر على موقع HockeyDB.com (الإنجليزية)
- يب فوستر على موقع Hockey-Reference.com (الإنجليزية)